# Platystoma clathratum
Platystoma clathratum är en tvåvingeart som beskrevs av Friedrich Georg Hendel 1913. Platystoma clathratum ingår i släktet Platystoma och familjen bredmunsflugor. Inga underarter finns listade i Catalogue of Life.